# Jerzy Jacyszyn
Jerzy Wacław Jacyszyn (ur. 1949) – polski prawnik, dr hab. profesor nadzwyczajny Instytutu Prawa Cywilnego Wydziału Prawa, Administracji i Ekonomii Uniwersytetu Wrocławskiego i Wyższej Szkoły Prawa we Wrocławiu. 

## Życiorys
Jerzy Jacyszyn jest wrocławianinem. Urodził się w rodzinie związanej z muzyką – jego ojciec był muzykiem, matka pracowała w szkole muzycznej. Jerzy również zdobył wykształcenie muzyczne – ukończył podstawową szkołę muzyczną, a następnie liceum muzyczne. W 1970 ukończył Studium Kulturalno-Oświatowe i Bibliotekoznawstwo i w tym samym roku rozpoczął studia na Wydziale Prawa i Administracji Uniwersytetu Wrocławskiego.
Obronił pracę doktorską, następnie uzyskał stopień doktora habilitowanego. Otrzymał nominację profesorską. Objął funkcję profesora nadzwyczajnego w Instytucie Prawa Cywilnego na Wydziale Prawa, Administracji i Ekonomii Uniwersytetu Wrocławskiego oraz w Wyższej Szkole Prawa we Wrocławiu.
W latach 2007–2012 był redaktorem naczelnym czasopisma naukowego Rejent, wydawanego przez Stowarzyszenie Notariuszy Rzeczypospolitej Polskiej.
W 2017 roku przeszedł na emeryturę.